# اوه! سابلا
اوه! سابلا (انگلیسی: Oh! Sabella) فیلمی در ژانر کمدی به کارگردانی دینو ریسی است که در سال ۱۹۵۷ منتشر شد.

## بازیگران
- تینا پیکا
- پپینو د فیلیپو
- سیلوا کوشچینا
- رناتو سالواتوری
- پائولو استوپا
- دولوریس پالومبو
- رناتو راسل
- نینو وینجلی
- گورلا گُری
- فائوستو گوئرتسونی
- جینا ماشتی